# Михалков, Никита Сергеевич
Ники́та Серге́евич Михалко́в (род. 21 октября 1945, Москва, СССР) — советский и российский киноактёр, кинорежиссёр, сценарист, кинопродюсер, телеведущий, предприниматель, блогер, певец, ютубер. Герой Труда Российской Федерации (2020), народный артист РСФСР (1984), заслуженный деятель искусств Чеченской Республики (2024), лауреат трёх Государственных премий Российской Федерации (1993, 1995, 1999) и премии Ленинского комсомола (1978). Полный кавалер ордена «За заслуги перед Отечеством».
С 1998 года — председатель правления Союза кинематографистов России. С 1999 года — президент Московского международного кинофестиваля. С 2017 года — художественный руководитель «Мастерской „12“ Никиты Михалкова».
Обладатель «Золотого льва» Венецианского кинофестиваля (1991) за фильм «Урга — территория любви», Гран-при Каннского кинофестиваля (1994) и премии «Оскар» (1995) в категории «Лучший фильм на иностранном языке» за фильм «Утомлённые солнцем», а также «Специального льва» Венецианского кинофестиваля (2007) за вклад в киноискусство (за фильм «12»).
За поддержку вторжения России на Украину и «распространение российской пропаганды» находится под санкциями всех стран Евросоюза, Канады, Украины и Швейцарии.

## Биография
Родился 21 октября 1945 года в Москве в семье писателя, поэта, сценариста, лауреата Сталинских премий Сергея Михалкова и поэтессы, писательницы и переводчицы Натальи Кончаловской. Старший брат — Андрей Кончаловский — кинорежиссёр, сценарист и продюсер, народный артист РСФСР.
В 1956—1959 годах учился в Центральной музыкальной школе при Московской консерватории по классу фортепиано, занимался в театральной студии при Драматическом театре имени Станиславского.
В 1963 году поступил в Театральное училище имени Щукина. В 1966 году был отчислен из училища за неоднократное нарушение дисциплины, так как игнорировал запрет на участие студентов в киносъёмках. Перевёлся на второй курс режиссёрского факультета Всесоюзного государственного института кинематографии (мастерская народного артиста СССР Михаила Ромма).
В 1971 году окончил ВГИК, защитив диплом фильмом «Спокойный день в конце войны» по собственному сценарию, написанному совместно с Рустамом Ибрагимбековым.
В 1972 году в возрасте 27 лет был призван на срочную военную службу. Служил на Тихоокеанском флоте на Камчатке — сначала на берегу, затем матросом на тральщике. Выполняя задание командования, в составе группы из четырёх человек совершил 117-дневный поход на собаках. По словам сослуживцев, выступал с концертами художественной самодеятельности, собирая полные залы.
В 2022 году предложил организовать Евразийскую киноакадемию и кинопремию «Бриллиантовая бабочка».
5 января 2023 года Михалков был госпитализирован в одну из больниц Москвы с подозрением на COVID-19. Сначала у него была диагностирована пневмония, состояние изначально оценивалось как тяжёлое. В тот же день диагноз был изменён на грипп. 24 января он был выписан из больницы.

## Творческий путь

«Я шагаю по Москве». Никита Михалков (слева). 1963

В 1959 году Никита Михалков начал сниматься в кино, сыграв эпизодическую роль школьника в фильме Константина Воинова «Солнце светит всем». Тогда ему было 14 лет. В 1960 году он сыграл роль школьника, пародирующего православного священника, в фильме Василия Ордынского «Тучи над Борском». В 1961 году исполнил одну из центральных ролей в фильме Генриха Оганесяна «Приключения Кроша».
Широкую известность получил в 18 лет, сыграв главную роль в фильме Георгия Данелии «Я шагаю по Москве», в котором также спел одноимённую песню.
В 1972 году стал автором сценария первого рекламного ролика «Шоколад», снятого в объединении рекламных фильмов Ленинградской студии документальных фильмов.
В 1974 году снял в качестве режиссёра свой первый полнометражный фильм «Свой среди чужих, чужой среди своих».
Десятилетие с 1974 по 1984 год прошло для Михалкова очень плодотворно. Почти ежегодно на экраны страны выходили его фильмы; многие из них получили международное признание, завоевали множество призов на международных и всесоюзных фестивалях. На рубеже 1980-х годов Михалков много и успешно снимался в кино: «Сибириада» (1978), которую поставил его старший брат Андрон Кончаловский, «Собака Баскервилей» (1981) Игоря Масленникова, фильмы Эльдара Рязанова «Вокзал для двоих» (1982) и «Жестокий романс» (1984).
В 1984 году ему было присвоено звание народного артиста РСФСР.
В 1977—1984 годах руководил режиссёрскими мастерскими на Высших курсах сценаристов и режиссёров.

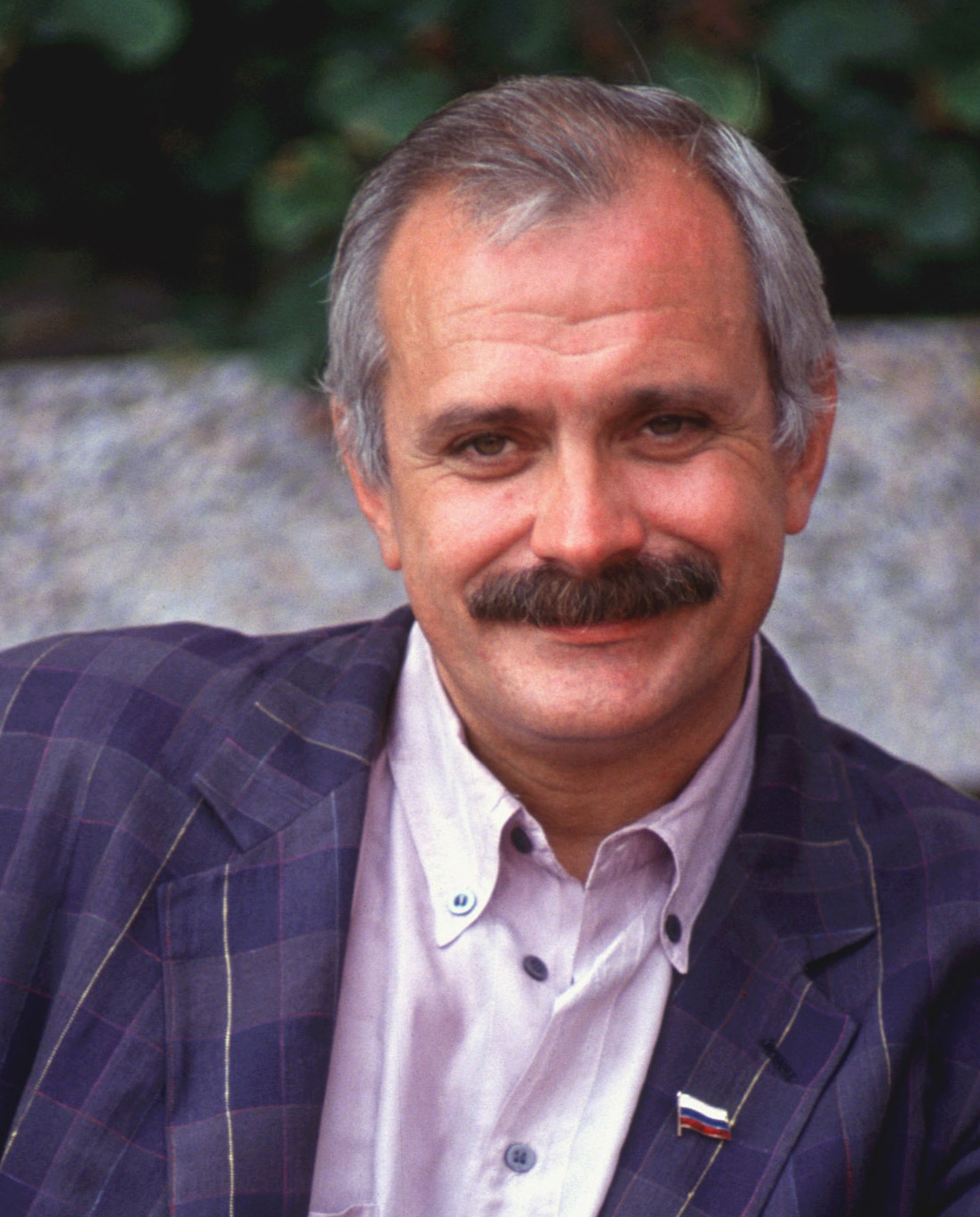
На Венецианском кинофестивале. 1987

В 1986 году на революционном пятом съезде кинематографистов СССР выступил в защиту Сергея Бондарчука, Юрия Озерова и Евгения Матвеева.
В 1987 году снял в Италии фильм «Очи чёрные» с Марчелло Мастроянни в главной роли.
В конце 1980-х годов создал продюсерское объединение «ТриТэ» (Творчество, Товарищество, Труд). Первым фильмом объединения стала снятая в 1991 году «Урга — территория любви» о монгольской семейной паре, которая живёт в степи. Эта кинопритча имела успех на международных кинофестивалях и была номинирована на премию «Ника» в пяти категориях и на премию «Оскар» в категории «Лучший иностранный фильм».
В апреле 1992 года телекомпания «Останкино» «по профессиональным соображениям» сняла с эфира авторскую передачу Михалкова «Перекрёсток». На созванной пресс-конференции режиссёр объявил руководству телекомпании ультиматум, потребовав публичного извинения. В результате эфир был выделен, но Михалкова не устроило позднее время показа.
С января 1992 года Никита Михалков — член президиума Российского фонда культуры. В мае 1993 года он был избран председателем правления Российского фонда культуры (сменив академика Дмитрия Лихачёва).
В 1993 году выпустил фильм «Анна: от 6 до 18» о жизни дочери Анны. В 1994 году снял фильм «Утомлённые солнцем», получивший множество наград, включая Гран-при Каннского кинофестиваля и «Оскар» за лучший иностранный фильм.
В 1997 году назначен членом коллегии Министерства культуры Российской Федерации, а в 1998 году — членом коллегии Государственного комитета Российской Федерации по кинематографии. В 1998 году избран председателем правления Союза кинематографистов России.
В 1999 году вышел его фильм «Сибирский цирюльник», вызвав в прессе предположения о возможном выдвижении кандидатуры Михалкова на президентских выборах 2000 года.
В 2005 году как актёр, генеральный продюсер и художественный руководитель (от студии «ТриТэ») Михалков принимал участие в фильме Филиппа Янковского «Статский советник».
В 2007 году на 64-м Венецианском кинофестивале, где в основной конкурсной программе был представлен его фильм «12», режиссёр получил приз «Специальный лев» за вклад в киноискусство.
С 2017 года — художественный руководитель Мастерской «12» (бывший Театр-студия киноактёра).

## Фильмография
| 1959 | Солнце светит всем                                                 |           |           |           | школьник                                                                                | первая роль в кино; нет в титрах |
| 1960 | Тучи над Борском                                                   |           |           |           | Петя, «отец Никон» в школьной антирелигиозной сценке                                    | |
| 1961 | Приключения Кроша                                                  |           |           |           | Вадим, приятель Игоря                                                                   | |
| 1961 | Друг мой, Колька!                                                  |           |           |           | школьник                                                                                | нет в титрах |
| 1964 | Я шагаю по Москве                                                  |           |           |           | Николай                                                                                 | |
| 1964 | Фитиль № 29 (сюжет «Не по инструкции»)                             |           |           |           | пассажир метро                                                                          | короткометражный |
| 1965 | Год как жизнь                                                      |           |           |           | Жюль                                                                                    | |
| 1965 | Перекличка                                                         |           |           |           | Сергей Бородин                                                                          | |
| 1966 | Шуточка                                                            |           |           |           | А. П., повествователь в молодости                                                       | короткометражный |
| 1966 | Не самый удачный день                                              |           |           |           | Никита                                                                                  | |
| 1967 | Звёзды и солдаты                                                   |           |           |           | Глазунов, прапорщик                                                                     | |
| 1967 | Война и мир                                                        |           |           |           | эпизод                                                                                  | был утверждён на роль Пети Ростова, но снялся только в одной сцене — конных проскоков во время охоты, после чего в фильме уже не участвовал; нет в титрах |
| 1967 | Девочка и вещи                                                     | зелёная ✓ | зелёная ✓ |           |                                                                                         | короткометражный, курсовая работа |
| 1967 | И эти губы, и глаза зелёные…                                       | зелёная ✓ | зелёная ✓ |           |                                                                                         | короткометражный, курсовая работа |
| 1968 | …А я уезжаю домой                                                  | зелёная ✓ | зелёная ✓ |           |                                                                                         | короткометражный, курсовая работа |
| 1969 | Дворянское гнездо                                                  |           |           |           | князь Нелидов                                                                           | |
| 1969 | Песнь о Маншук                                                     |           |           |           | Валерий Ежов                                                                            | |
| 1969 | Красная палатка                                                    |           |           |           | Борис Чухновский                                                                        | |
| 1970 | Спорт, спорт, спорт                                                |           |           |           | Кирибеевич, опричник                                                                    | |
| 1970 | Риск                                                               |           | зелёная ✓ |           |                                                                                         | |
| 1970 | Спокойный день в конце войны                                       | зелёная ✓ |           |           |                                                                                         | короткометражный, дипломная работа |
| 1970 | Фитиль № 94 (сюжет «Дорогие слова»)                                | зелёная ✓ |           |           |                                                                                         | короткометражный |
| 1970 | Фитиль № 97 (сюжет «Ложка дёгтя»)                                  | зелёная ✓ |           |           |                                                                                         | короткометражный |
| 1970 | Фитиль № 98 (сюжет «Несознательный»)                               | зелёная ✓ |           |           |                                                                                         | короткометражный |
| 1972 | Станционный смотритель                                             |           |           |           | Минский, гусар                                                                          | |
| 1972 | Шоколад                                                            |           | зелёная ✓ |           |                                                                                         | короткометражный рекламный фильм |
| 1972 | Фитиль № 125 (сюжет «Жертва гостеприимства»)                       | зелёная ✓ |           |           |                                                                                         | короткометражный |
| 1974 | Фитиль № 148 (сюжет «Наглядный урок»)                              | зелёная ✓ |           |           |                                                                                         | короткометражный |
| 1974 | Фитиль № 150 (сюжет «Начнём новую жизнь»)                          | зелёная ✓ |           |           |                                                                                         | короткометражный |
| 1974 | Свой среди чужих, чужой среди своих                                | зелёная ✓ | зелёная ✓ |           | Александр Брылов, атаман банды, бывший есаул                                            | полнометражный режиссёрский дебют |
| 1975 | Раба любви                                                         | зелёная ✓ |           |           | Иван, революционер-подпольщик                                                           | |
| 1977 | Неоконченная пьеса для механического пианино                       | зелёная ✓ | зелёная ✓ |           | Николай Иванович Трилецкий, врач, брат Сашеньки                                         | |
| 1977 | Транссибирский экспресс                                            |           | зелёная ✓ |           |                                                                                         | |
| 1977 | Ненависть                                                          |           | зелёная ✓ |           |                                                                                         | |
| 1978 | Сибириада                                                          |           |           |           | Алексей Устюжанин, сын Николая и Анастасии                                              | |
| 1978 | Пять вечеров                                                       | зелёная ✓ | зелёная ✓ |           |                                                                                         | |
| 1979 | Несколько дней из жизни И. И. Обломова                             | зелёная ✓ | зелёная ✓ |           | сановный господин в Петербурге                                                          | нет в титрах в качестве актёра |
| 1981 | Родня                                                              | зелёная ✓ |           |           | официант                                                                                | |
| 1981 | Два голоса                                                         |           |           |           | Сергей Николаевич Баклажанов, профессор, читатель библиотеки                            | |
| 1981 | Портрет жены художника                                             |           |           |           | Борис Петрович, замдиректора пансионата, ухажёр Нины                                    | |
| 1981 | Приключения Шерлока Холмса и доктора Ватсона: Собака Баскервилей   |           |           |           | сэр Генри Баскервиль, племянник и наследник сэра Чарльза, последний из рода Баскервилей | |
| 1982 | Вокзал для двоих                                                   |           |           |           | Андрей, проводник                                                                       | |
| 1982 | Инспектор ГАИ                                                      |           |           |           | Валентин Павлович Трунов, директор СТО                                                  | |
| 1982 | Полёты во сне и наяву                                              |           |           |           | режиссёр на ночных съёмках (камео)                                                      | |
| 1983 | Без свидетелей                                                     | зелёная ✓ | зелёная ✓ |           |                                                                                         | |
| 1983 | 250 грамм — радиоактивное завещание                                |           |           |           | Макс Сёман, архитектор                                                                  | |
| 1984 | Жестокий романс                                                    |           |           |           | Сергей Сергеевич Паратов, потомственный дворянин, владелец судоходной компании          | |
| 1986 | Мой любимый клоун                                                  |           | зелёная ✓ |           |                                                                                         | |
| 1987 | Очи чёрные                                                         | зелёная ✓ | зелёная ✓ |           |                                                                                         | |
| 1988 | Фитиль № 310 (сюжет «Забытые ленты?»)                              | зелёная ✓ |           |           |                                                                                         | короткометражный |
| 1989 | Одинокий охотник                                                   |           | зелёная ✓ |           |                                                                                         | |
| 1990 | Автостоп                                                           | зелёная ✓ | зелёная ✓ | зелёная ✓ |                                                                                         | снят на деньги от рекламного контракта с концерном Fiat                                                                                                   |
| 1990 | Под северным сиянием                                               |           |           |           | Лежнев                                                                                  | |
| 1991 | Униженные и оскорблённые                                           |           |           |           | князь Валковский                                                                        | |
| 1991 | Урга — территория любви                                            | зелёная ✓ | зелёная ✓ |           | велосипедист на улице китайского города (камео)                                         | |
| 1992 | Прекрасная незнакомка                                              |           |           |           | полковник                                                                               | |
| 1993 | Вспоминая Чехова                                                   | зелёная ✓ |           |           |                                                                                         | фильм не был завершён |
| 1993 | Анна: от 6 до 18                                                   | зелёная ✓ | зелёная ✓ | зелёная ✓ | камео                                                                                   | документальный фильм-биография |
| 1994 | Утомлённые солнцем                                                 | зелёная ✓ | зелёная ✓ | зелёная ✓ | Сергей Петрович Котов, комдив                                                           | |
| 1995 | Сентиментальное путешествие на мою Родину. Музыка русской живописи | зелёная ✓ | зелёная ✓ | зелёная ✓ | камео                                                                                   | документально-образовательный сериал |
| 1996 | Ревизор                                                            |           |           |           | Антон Антонович Сквозник-Дмухановский, городничий                                       | |
| 1996 | Русский проект                                                     |           |           |           | старший космонавт                                                                       | социальная реклама телеканала ОРТ |
| 1997 | Шизофрения                                                         |           |           |           | камео                                                                                   | |
| 1998 | Сибирский цирюльник                                                | зелёная ✓ | зелёная ✓ | зелёная ✓ | император Александр III                                                                 | |
| 2000 | Вера, надежда, кровь                                               |           |           |           | одна из ролей                                                                           | фильм не был завершён |
| 2000 | Нежный возраст                                                     |           |           | зелёная ✓ |                                                                                         | |
| 2003 | Русские без России                                                 | зелёная ✓ |           |           |                                                                                         | документально-публицистический фильм |
| 2003 | Отец                                                               | зелёная ✓ | зелёная ✓ | зелёная ✓ | камео                                                                                   | документальный фильм-биография |
| 2003 | Мама                                                               | зелёная ✓ | зелёная ✓ | зелёная ✓ | камео                                                                                   | документальный фильм-биография |
| 2004 | 72 метра                                                           |           |           | зелёная ✓ |                                                                                         | |
| 2005 | Жмурки                                                             |           |           |           | Сергей Михайлович («Михалыч»), криминальный авторитет                                   | |
| 2005 | Персона нон грата                                                  |           |           |           | Олег, заместитель министра иностранных дел России                                       | |
| 2005 | Статский советник                                                  |           |           | зелёная ✓ | Глеб Георгиевич Пожарский, генерал                                                      | |
| 2006 | Мне не больно                                                      |           |           |           | Сергей Сергеевич                                                                        | |
| 2007 | Тупой жирный заяц                                                  |           |           |           | Никита Сергеевич (камео)                                                                | |
| 2007 | 1612                                                               |           |           | зелёная ✓ |                                                                                         | |
| 2007 | 55                                                                 | зелёная ✓ | зелёная ✓ | зелёная ✓ | камео                                                                                   | документально-публицистический фильм |
| 2007 | 12                                                                 | зелёная ✓ | зелёная ✓ | зелёная ✓ | Николай, старшина присяжных                                                             | |
| 2010 | Утомлённые солнцем 2: Предстояние                                  | зелёная ✓ | зелёная ✓ | зелёная ✓ | Сергей Петрович Котов, бывший комдив, штрафник                                          | |
| 2011 | Утомлённые солнцем 2: Цитадель                                     | зелёная ✓ | зелёная ✓ | зелёная ✓ | Сергей Петрович Котов, генерал-лейтенант                                                | |
| 2012 | Дом на обочине                                                     |           |           | зелёная ✓ |                                                                                         | |
| 2012 | После школы                                                        |           |           |           | камео                                                                                   | |
| 2013 | Легенда № 17                                                       |           |           | зелёная ✓ |                                                                                         | |
| 2013 | Поддубный                                                          |           |           | зелёная ✓ |                                                                                         | |
| 2013 | Чужая земля                                                        | зелёная ✓ |           |           | камео                                                                                   | документально-публицистический фильм |
| 2014 | Своя земля                                                         | зелёная ✓ |           |           | камео                                                                                   | документально-публицистический фильм |
| 2014 | Солнечный удар                                                     | зелёная ✓ | зелёная ✓ | зелёная ✓ |                                                                                         | |
| 2016 | Экипаж                                                             |           |           | зелёная ✓ |                                                                                         | |
| 2017 | Движение вверх                                                     |           |           | зелёная ✓ |                                                                                         | |
| 2018 | Тренер                                                             |           |           | зелёная ✓ |                                                                                         | |
| 2019 | Т-34                                                               |           |           | зелёная ✓ |                                                                                         | |
| 2020 | История неполучившегося фильма                                     | зелёная ✓ | зелёная ✓ | зелёная ✓ | камео                                                                                   | документальный фильм о снятой Михалковым в 1993 году, но не вышедшей на экраны картине «Вспоминая Чехова»                                                 |
| 2020 | Стрельцов                                                          |           |           | зелёная ✓ |                                                                                         | |
| 2020 | Серебряные коньки                                                  |           |           | зелёная ✓ |                                                                                         | |
| 2020 | Огонь                                                              |           |           | зелёная ✓ |                                                                                         | |
| 2021 | Пара из будущего                                                   |           |           | зелёная ✓ |                                                                                         | |
| 2021 | Чемпион мира                                                       |           |           | зелёная ✓ |                                                                                         | |
| 2023 | Праведник                                                          |           |           | зелёная ✓ |                                                                                         | |
| 2023 | Бременские музыканты                                               |           |           | зелёная ✓ |                                                                                         | |
| 2024 | Волшебник Изумрудного города. Дорога из жёлтого кирпича            |           |           | зелёная ✓ |                                                                                         | |
| 2024 | Пророк. История Александра Пушкина                                 |           |           | зелёная ✓ |                                                                                         | |
| 2025 | Кракен                                                             |           |           | зелёная ✓ |                                                                                         | |

### Озвучивание
- 1965 — Полный поворот кругом (радиоспектакль Андрея Тарковского) — Клод Хоуп, офицер английского флота
- 2004 — Земное и Небесное (серия № 10 «Лето Господне») — закадровый текст
- 2006 — Тихий Дон — закадровый текст
- 2025 — Батя 2. Дед — закадровый текст

Читает закадровый перевод иностранных реплик в своих фильмах:
- 1987 — Очи чёрные
- 1990 — Автостоп
- 1991 — Урга — территория любви
- 1998 — Сибирский цирюльник

### Исполнение песен
В фильме «Я шагаю по Москве» Михалков исполнил песню на слова Геннадия Шпаликова («Над лодкой белый парус распущу…»).
В фильме «Жестокий романс» он исполнил романс «А цыган идёт» на стихи Редьярда Киплинга.
В своём фильме 2014 года «Солнечный удар» Михалков исполнил романс «Не для меня» с Государственным академическим Кубанским казачьим хором под руководством Анатолия Арефьева. Именно эту песню пытался и не мог вспомнить герой Станислава Любшина в одной из сцен фильма «Пять вечеров».

### Документальные фильмы и телепередачи
- 2010 — Никита Михалков. Сами с усами (Первый канал)[27]
- 2010 — Никита Михалков. Территория любви (ТВ Центр)[28]
- 2015 — Никита Михалков. Чужой среди своих (Первый канал)[29][30]
- 2020 — Никита Михалков. Движение вверх (Первый канал)[31][32]
- 2020 — Портрет эпохи от Никиты Михалкова (Мир)[33]
- 2023 — Я не актёра зрю, а бытия черты (Культура)[34].

## Председатель правления Союза кинематографистов России
В 1998 году Никита Михалков был избран председателем правления Союза кинематографистов РФ.

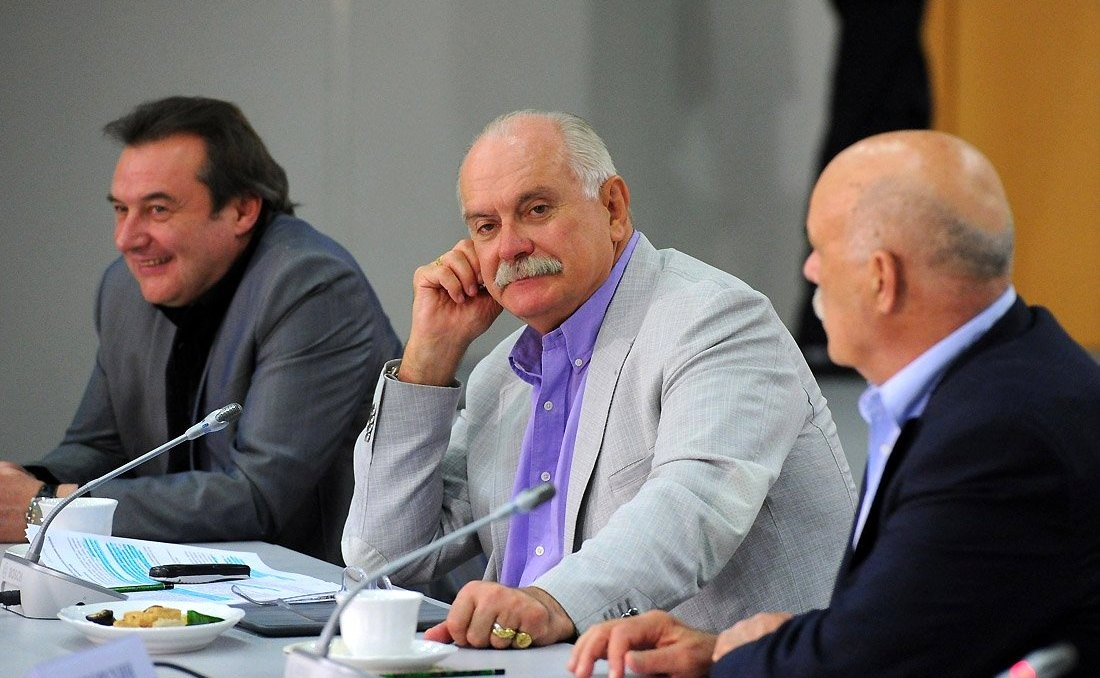
На совещании по вопросам развития отечественной кинематографии. 2013

В декабре 2008 года Союз кинематографистов не избрал своего председателя делегатом на VII съезд. В ответ Михалков назвал несколько сотен делегатов съезда «театром лилипутов». На съезде новым председателем правления Союза кинематографистов был избран кинорежиссёр Марлен Хуциев. Поскольку несколько членов союза заявили о нелегитимности голосования (так как из 567 делегатов 184 отсутствовали), а Минюст России предупредил о возможном отказе в регистрации его итогов, вопрос о председателе союза остался открытым. В итоге Союз кинематографистов оказался под угрозой закрытия. Сторонники Михалкова (актёр Василий Ливанов, режиссёр Владимир Наумов, директор Госфильмофонда Николай Бородачёв и кинорежиссёр Клим Лаврентьев) подали иск о нелегитимности итогов VII съезда Союза кинематогафистов. В ответ новоизбранные руководители союза отправили 3 письма в Московскую и Пресненскую прокуратуры и в управление по борьбе с экономическими преступлениями ГУВД с требованиями расследовать экономическую деятельность Михалкова на посту председателя правления Союза кинематографистов. 17 марта 2009 года Пресненский суд Москвы признал итоги VII съезда Союза кинематографистов незаконными.
30 марта 2009 года был собран чрезвычайный съезд Союза кинематографистов, который переизбрал Михалкова председателем правления. В ответ Марлен Хуциев и его сторонники опротестовали законность мартовского форума и его решений, однако Мосгорсуд признал внеочередной съезд Союза кинематографистов законным. В 2010 году группа кинематографистов, не согласных с деятельностью союза под руководством Михалкова, вышла из его состава и образовала альтернативную организацию — «КиноСоюз».

## Предприниматель
С 2009 года Никита Михалков с бизнес-партнёром Константином Тувыкиным организовал винодельческий бизнес в Италии. На винограднике площадью около 100 га, который находится в Тоскане, трудятся местные виноделы. Марка вина носит название одного из фильмов Никиты Михалкова «12». Режиссёр признался, что ему очень нравится, как звучит «двенадцать» по-итальянски — «додичи». По сообщению авиакомпании «Аэрофлот», с декабря 2013 года вино Михалкова появилось на рейсах, которые следуют в Сочи и обратно.
С 2007 года Михалков является членом совета директоров банка «Возрождение».
Он владеет 65,2% ООО «Студия „ТРИТЭ“ Никиты Михалкова» и 7,55% ООО «Брэдбери Лаб» (выпускает программное обеспечение), является совладельцем издательского дома «Сибирский цирюльник». С 2012 года ему принадлежит лесное хозяйство ООО «Тёмино-Лесное», арендующее в Павловском районе Нижегородской области около 30 тысяч га леса, и ООО «Тёмино-Павловское», занимающееся переработкой лесоматериалов, производством мебели и комплектующих для её производства. Предприятие обвинялось экологами в проведении сплошной вырубки леса без его восстановления.
Михалков владеет также долей в одном из крупнейших алмазообрабатывающих заводов России «ЧелПром-Даймонд» (торговая марка «UralDiamond»). В ноябре 2013 года ФСБ России возбудило уголовное дело по факту незаконной продажи заводом бриллиантов иностранной фирме на сумму 40 млн рублей.
С 2015 года — основатель и владелец Образовательного частного учреждения дополнительного профессионального образования «Академия кинематографического и театрального искусства Н. С. Михалкова».
В мае 2017 года Михалков стал совладельцем анимационной студии «Меркатор Анимэйшн» (совместно с Леонидом Верещагиным, Юлией Николаевой и Александром Митрошенковым). Студия занимается производством мультсериалов «Супер Ралли» и «Дядя Стёпа и друзья», вышедших на телеканале «Карусель» в 2020 году.
В сентябре 2017 года в интернете появилась информация о том, что Никита Михалков планирует открыть собственный барбершоп под названием «Le Barbier de Siberie» («Сибирский цирюльник»). Соответствующий видеоролик с участием самого режиссёра появился на специально созданном YouTube-канале. Однако позже Михалков заявил, что новость об открытии барбершопа является шуткой с целью проверить, как легко можно погрузить зрителя в вымышленный мир.
Согласно декларации о доходах, за 2017 год Михалков заработал 529 миллионов рублей.

## Общественные и политические взгляды
В начале 1990-х годов Михалков активно включился в общественную жизнь страны. В 1991—1993 годах он был советником вице-президента России Александра Руцкого по вопросам культуры.
1 октября 1993 года в разгар противостояния Бориса Ельцина и Верховного Совета Михалков опубликовал обращение к президенту Всемирной комиссии по развитию культуры при ЮНЕСКО Пересу де Куэльяру, в котором призывал того содействовать проведению в России досрочных парламентских и президентских выборов и повлиять на позицию мирового сообщества. Днём ранее он подписал «Обращение патриотической интеллигенции к народу». После силового разгона российского парламента и ареста Руцкого Михалков оказался единственным из окружения вице-президента, кто выступил в его поддержку.
В 1995 году Михалков баллотировался в Государственную думу от партии «Наш дом — Россия». В 1999 году участвовал в предвыборной кампании предпринимателя Бориса Березовского, а в 2000 году поддержал генерала Владимира Шаманова на губернаторских выборах в Ульяновской области.
Во время президентских выборов 1996 года неоднократно выступал в поддержку Бориса Ельцина. Спустя 20 лет Михалков заявил, что не сожалеет о своей поддержке Ельцина.
В 1999 году на VII съезде вошёл в состав президиума партии «Наш дом — Россия».
В апреле 2000 года подписал письмо в поддержку политики недавно избранного президента России Владимира Путина в Чечне.

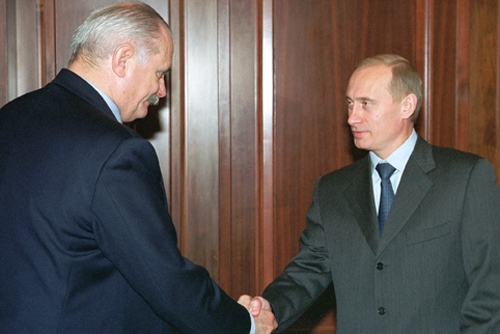
C президентом России Владимиром Путиным. 13 октября 2000

Михалков придерживается государственнических, монархических убеждений. Он является сопредседателем Совета Российского земского движения и членом президиума Всемирного русского народного собора. 6 февраля 2012 года был официально зарегистрирован как доверенное лицо кандидата в Президенты Российской Федерации Владимира Путина.
До 2011 года был председателем общественного совета при Министерстве обороны РФ.
В марте 2011 года Михалков заявил, что авария на АЭС Фукусима-1 стала возмездием японцам за безбожие.
Присутствовал на организованном министерством культуры закрытом показе британской кинокомедии «Смерть Сталина», после которого опубликовал открытое письмо с призывом временно отозвать у неё прокатное удостоверение. Впоследствии фильм был лишён прокатного удостоверения.
В ходе президентских выборов 2018 года был доверенным лицом Владимира Путина.
В 2018 году был доверенным лицом кандидата в мэры Москвы Сергея Собянина.

### Письмо Владимиру Владимировичу Путину
16 октября 2007 года Никита Михалков совместно с Зурабом Церетели, Таиром Салаховым и Альбертом Чаркиным написал письмо Президенту России Владимиру Владимировичу Путину, в котором «от имени всех представителей творческих профессий в России» призвал его остаться на третий президентский срок.
Письмо было опубликовано в «Российской газете», официальном печатном органе Правительства Российской Федерации, и вызвало большой резонанс. Во-первых, оно недвусмысленно призывало к нарушению Конституции России, во-вторых, было написано от лица «десятков тысяч художников и деятелей отечественных культуры и искусства», которые вряд ли давали четверым авторам такие полномочия и, в-третьих, стилистически напоминало пропагандистские обращения советской интеллигенции к коммунистической партии и правительству СССР.

…Российская академия художеств ещё раз обращается к Вам с просьбой, чтобы Вы остались на своём посту на следующий срок, выражая мнение всего художественного сообщества России, более 65 000 художников, живописцев, скульпторов, графиков, мастеров декоративно-прикладного, театрально-декорационного, народного искусства…

…В этом письме выражена позиция художников не только Москвы и Санкт-Петербурга, но и центральных областей России, Юга и Севера, Урала, Сибири, Дальнего Востока. В ходе работы приходится встречаться с людьми из всех частей России, и, уверяем Вас, они едины в желании, чтобы Вы остались главой нашего государства…

…Проводимая Вами мудрая государственная политика позволила российской культуре обрести новую жизнь…

…Это остро чувствует художественная молодёжь, которая часто оказывается в авангарде всей российской молодёжи и которая серьёзно относится к будущему России, немыслимому без Вас как президента нашей страны…

…России необходим Ваш талант государственного деятеля, Ваша политическая мудрость. Очень просим Вас, глубокоуважаемый Владимир Владимирович, принять во внимание наши надежды на Ваше положительное решение.

### Поддержка сербов в Югославском конфликте
В январе 2008 года Михалков прибыл в Сербию для поддержки кандидата в президенты Сербии Томислава Николича. Он принял участие в собрании организации молодых православных фундаменталистов «Номоканон», получившей известность отрицанием военных преступлений, совершённых сербами в 1992—1999 годах. Михалков заявил: «Вот говорят о правах албанцев, но мы же взрослые люди и понимаем, что на самом деле идёт война с православием, потому что православие — это основная сила, противостоящая культурному и интеллектуальному макдоналдсу».

### «Право и Правда. Манифест просвещённого консерватизма»
27 октября 2010 года Михалков опубликовал политический манифест, в котором изложил взгляды на будущее страны и предложения по реформированию политической системы в стране, включая изменение Конституции:

Современный общественный строй, представляющий собой гремучую смесь из догоняющей Запад либеральной модернизации, произвола «местных начальников», всепроникающей коррупции, не устраивает большинство россиян. За «парадом» экономических реформ и «фасадом» либеральных институтов по-прежнему скрываются традиционные, архаичные общественные отношения.
Люди устали выслушивать декларации о политической независимости, внимать призывам к индивидуальной свободе и верить сказкам о чудесах рыночной экономики.

Эйфория либеральной демократии закончилась! Пришла пора — делать дело!

А «разруху в стране и головах», принёсшую и приносящую России тяготы, невзгоды и испытания, творили и творят проповедники радикального прогресса и неистовые вожди либеральных буржуазно-демократических и пролетарских революций.
Манифест нашёл своих сторонников, которые 11 июля 2012 года зарегистрировали Российскую консервативную партию «За нашу Родину». Возглавил партию Михаил Юрьевич Лермонтов, потомок знаменитого поэта, кандидат технических наук. Никита Михалков заявил, что рад созданию такой партии, но вступать в неё не намерен.

### Поддержка ДНР и ЛНР и вторжение России на Украину
24 февраля 2022 года Никита Михалков выступил за признание ДНР и ЛНР Россией и поддержал вторжение России на Украину, заявив, что война «должна, по идее, установить мир хотя бы на Донбассе», что её «нам послал Бог, чтобы мы открыли глаза». Он также неоднократно критиковал российских деятелей культуры, с началом вторжения покинувших страну, таких, как Алла Пугачёва. Михалков заявил, что эти артисты уже «аннулировали» свои заслуги перед Россией и «никому тут не нужны».
4 марта 2022 года генпрокуратура Украины заочно арестовала Никиту Михалкова и объявила его в международный розыск «за посягательство на территориальную целостность Украины».
Выступает за оккупацию украинских городов Одессы и Николаева.

## Санкции
23 марта 2022 года Латвия объявила Михалкова и ещё 24 российских деятеля культуры «нежелательными лицами», запретив им въезд в страну в связи с поддержкой вторжения России на Украину и оправданием российской агрессии.
16 декабря 2022 года на фоне вторжения России на Украину Михалков был внесён в санкционный список Евросоюза за активную поддержку агрессии России против Украины в своих публичных заявлениях, а также распространение российской пропаганды, в частности, ложных нарративов России о наличии биологического оружия на Украине.

Никита Михалков… активно поддерживал агрессивную войну России против Украины в своих публичных заявлениях. Он активно распространял пропагандистские нарративы Кремля в отношении Украины с 2014 года. Он выразил поддержку аннексии Крыма и признания независимости так называемых ДНР И ЛНР. Он оправдывал войну России против Украины … Он обвинил украинцев в так называемой русофобии, заявив, что «конфликт» между двумя странами был неизбежен. Он назвал украинский язык «катастрофой» для России, потому что он якобы формирует ненависть к стране и распространяет русофобию.
Михалков призвал полностью исключить преподавания на украинском языке в школах Донбасса. Он поддержал лживый нарратив Кремля о биологическом оружии в Украины и героизировал российских пленных, воевавших в Украине.— Официальный журнал Европейского союза, Брюссель, 16 декабря 2022 года
21 декабря 2022 года по аналогичным основаниям он был включён в санкционные списки Швейцарии. 7 января 2023 года внесён в санкционный список Украины «за посещение оккупированных территорий после начала вторжения, участие в пропагандистских концертах, публичную поддержку войны и режима Путина», предусматривающий блокировку активов, полное прекращение коммерческих операций, остановку выполнения экономических и финансовых обязательств. 20 июля 2023 года внесён в санкционный список Канады против «лиц, использующих своё искусство для пропаганды вторжения России в Украину».
В январе 2023 года Михалков опубликовал открытое письмо членам Совета Евросоюза. Указав на необоснованность введённых против него санкций и объяснив, почему его нельзя назвать «кремлёвским пропагандистом», он повторил в письме основные мифы и нарративы российской антиукраинской пропаганды.

## В интернете
9 марта 2011 года Никита Михалков зарегистрировал в Живом Журнале аккаунт nikitabesogon, который в 2020 году был продан другому пользователю. По словам Михалкова, он выбрал ник по имени своего небесного покровителя Никиты Бесогона (Никита, изгоняющий бесов). Форматом общения стал видеоблог. Одновременно на YouTube был зарегистрирован канал «Besogon TV». После того, как аккаунт прорекламировали известные блогеры, журнал Михалкова приобрёл популярность (за один месяц его добавили в друзья более 6 тысяч пользователей) и по количеству просмотров находился в первой десятке рейтинга. В видеороликах Михалков отвечал на вопросы пользователей, опровергал различную, по его мнению, неправдивую информацию в интернете, распространяя различные конспирологические теории. В мае 2011 года он завёл страницу в социальной сети «ВКонтакте».

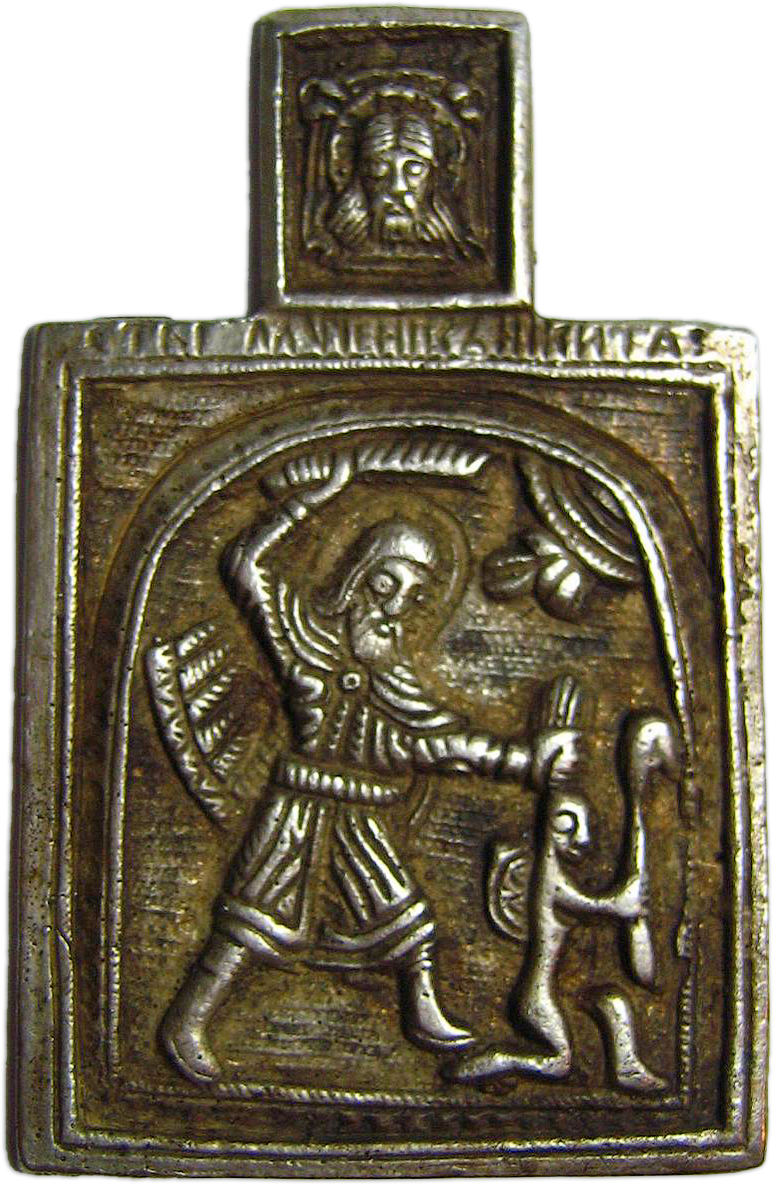
Логотип авторской программы «Бесогон TV»

В дальнейшем на этой основе возникла программа «Бесогон ТВ», которую с 8 марта 2014 по 1 мая 2020 года раз в месяц транслировал телеканал «Россия-24» без авторского и финансового вознаграждения создателей. Телеканал дважды не выпускал программу в эфир:
- в декабре 2015 года из-за этических соображений не вышел выпуск, посвящённый критическим высказываниям спортивного комментатора телеканала «Матч ТВ» Алексея Андронова о «любителях Новороссии и Русского мира»; в феврале 2016 года конфликт был улажен[109];
- в мае 2018 года по неизвестным причинам был снят с эфира эпизод о «трудностях коммуникации в современной мире» и «не слышащих народ чиновниках»; при этом данный выпуск, показ которого был запланирован 5 и 6 мая, был всё-таки дважды показан телеканалом 4 мая[110].

С 20 января 2019 года программа «Бесогон ТВ» выходит на телеканале «Спас».
1 мая 2020 года после выпуска под названием «У кого в кармане государство?» (о возможных планах Билла Гейтса по чипированию и уничтожению людей под видом вакцинации) его повторы в выходные дни были убраны из сетки вещания телеканала «Россия-24». В дальнейшем Михалков прекратил сотрудничество с этим телеканалом, но продолжил выпускать свою программу на YouTube. С 6 марта 2021 года трансляция программы возобновилась, однако в эфир выходят передачи прошлых лет.
21 октября 2020 года стало известно, что программу «Бесогон ТВ» иногда смотрит президент Российской Федерации Владимир Путин.
В марте 2022 года на фоне российского вторжения на Украину помощник президента и бывший министр культуры России Владимир Мединский сравнил нынешнюю ситуацию со Смутой и призвал переводить «Бесогон» на «максимум языков».
В августе 2022 года на фоне вторжения России на Украину в своей программе «Бесогон ТВ» Михалков представил как героя бывшего заключённого Константина Тулинова, погибшего на Украине. Журналисты российских СМИ выяснили, что Тулинов был завербован в ЧВК «Вагнер», а в СИЗО «Кресты» участвовал в пытках своих сокамерников. По данным Gulagu.net и Фонтанки, Тулинов был активистом так называемых «пресс-хат».
По состоянию на январь 2023 года число подписчиков канала «Бесогон ТВ» составляло 1,47 миллионов.
18 января 2024 года видеохостинг YouTube заблокировал канал «Бесогон ТВ» за «…многочисленные или серьёзные нарушения правил YouTube в отношении дискриминационных высказываний».

### Конспирологические теории
В авторской передаче «Бесогон ТВ» Михалков неоднократно цитировал различные конспирологические теории. Например, в выпуске «У кого в кармане государство?», вышедшем 1 мая 2020 года в рамках видеоблога «Бесогон ТВ» на видеохостинге Youtube, он заявил о якобы существующих планах Билла Гейтса по сокращению населения Земли с помощью вакцинации против COVID-19; о чипировании посредством неких прививок, с помощью которого человек якобы может превратиться в управляемого робота; о том, что длительная изоляция и дистанционное обучение внедряются, возможно, с целью формирования у граждан «цифровой зависимости». Российский журналист и общественный деятель Илья Варламов подверг критике заявления Михалкова о чипировании:
«Патент 666» на самом деле называется «Криптовалютная система, использующая данные активности тела». «Майкрософт» запатентовал схему, в которой некая криптовалютная система может ставить перед пользователем задачи и следить за их выполнением с помощью гаджета. (…)
С чего Михалков взял, что это наночип, который вживляется в тело человека посредством вакцины? Это будет скорее фитнес-браслет или ободок типа того, что есть у больших наушников, или какая-нибудь мини-камера на ноуте или VR-шлеме, которая будет следить за движением зрачков.
С чего Михалков взял, что эта технология будет обязательна для всех 7 миллиардов людей, проживающих на Земле? А ни с чего, это уже чистый домысел. Типа, а ты попробуй опровергни!

С чего Михалков взял, что эта технология вообще когда-либо будет использована? Что касается патентов, в Америке это особая культура. Огромное количество крупных и мелких компаний пытаются запатентовать любую ерунду, чтобы потом соревноваться, кто сколько с кого срубит бабла. Это вынуждает всех патентовать буквально всё.
В сентябре 2020 года Михалков поделился конспирологической теорией о протестах в Беларуси. По словам Михалкова, часть людей на фотографиях с акцией протеста дорисовали с помощью компьютерной графики, при этом Михалков заявил, что ему можно верить, потому что он «говорит это как профессионал».
В 2020 году за свои публичные конспирологические высказывания Михалков был номинирован на антипремию «Почётный академик ВРАЛ», организованную проектом «Антропогенез.ру» в рамках научно-просветительского форума «Учёные против мифов-13». По результатам второго этапа антипремии, который завершился народным голосованием 13 октября 2020 года, Михалков занял первое место, однако по результатам финальной церемонии, состоявшейся 1 ноября 2020 года, уступил лидерство российскому деятелю антивакцинаторского движения Галине Червонской. Михалков удостоился «Премии Врунической киноакадемии Вроскар» с формулировкой «за незаурядный режиссёрский и актёрский талант, направленные на распространение бредовых идей».
В выпуске «Жить по лжи» от 23 мая 2023 года Михалков пропагандировал маргинальную теорию лунного заговора. В марте 2024 года заявил, что причиной смерти Алексея Навального стала вакцина Pfizer, которая спровоцировала отрыв тромба.

## Награды и достижения

### Государственные награды и звания
Награды СССР и Российской Федерации

На церемонии награждения Орденом «За заслуги перед Отечеством» I степени. 10 декабря 2015

- «Заслуженный артист РСФСР» (31 декабря 1976 года) — за заслуги в области советского киноискусства[136].
- Премия Ленинского комсомола (1978) — за создание образов современников в кино и высокое исполнительское мастерство[137].
- «Народный артист РСФСР» (28 марта 1984 года) — за заслуги в развитии советского киноискусства[138].
- Орден «За заслуги перед Отечеством» III степени (17 октября 1995) — за заслуги перед государством, большой личный вклад в развитие киноискусства и культуры[139]
- Почётная грамота Правительства Российской Федерации (20 октября 1995 года) — за большой личный вклад в развитие культуры, многолетнюю плодотворную деятельность в кино[140].
- Благодарность Президента Российской Федерации (11 июля 1996 года) — за активное участие в организации и проведении выборной кампании Президента Российской Федерации в 1996 году[141].
- Орден «За заслуги перед Отечеством» II степени (21 октября 2005 года) — за выдающийся вклад в развитие отечественной культуры и искусства, многолетнюю творческую деятельность[142].
- Орден «За заслуги перед Отечеством» IV степени (21 октября 2010) — за большой вклад в развитие отечественного кинематографического искусства, многолетнюю творческую и общественную деятельность[143]
- Орден «За заслуги перед Отечеством» I степени (29 июня 2015 года) — за выдающийся вклад в развитие отечественной культуры, кинематографического и театрального искусства, многолетнюю творческую деятельность[144].
- Премия Правительства Российской Федерации в области культуры (2 марта 2020 года) — за фильм «Движение вверх»[145]
- «Герой Труда Российской Федерации» (21 октября 2020 года) — за особые заслуги в развитии отечественной культуры, искусства и многолетнюю плодотворную работу[146].
- Премия Министерства обороны Российской Федерации в области культуры и искусства (2021) — за вклад в развитие отечественной культуры и искусства[147].

Награды других стран
- Офицер ордена Почётного легиона (Франция, 1992);[148]
- Командор ордена Почётного легиона (Франция, 1994)[148];
- Кавалер Большого креста ордена «За заслуги перед Итальянской Республикой» (Италия, 20 января 2004 года)[149][150]
- Золотая Медаль «За заслуги в культуре Gloria Artis» (Польша, 1 сентября 2005 года)[151];
- Золотая медаль «За заслуги» Республики Сербия (Сербия, 2013) — за особые заслуги в общественной и культурной деятельности[152];
- Золотая медаль мэра Еревана (Армения, 2013)[153];
- Орден «Дружба» (Азербайджан, 20 октября 2015 года) — за особые заслуги в развитии культурных связей между Азербайджанской Республикой и Российской Федерацией[154];
- Орден Святого Стефана (Сербская православная церковь, Черногория, 13 мая 2016 года) — за многолетнее сотрудничество в сфере культуры и неоценимый вклад в поддержку православного духа[155];
- Орден Святой Саввы I степени (Сербская православная церковь, 28 октября 2024 года)[156].

Прочие награды и звания
- Орден преподобного Сергия Радонежского I степени (Русская Православная Церковь).
- Юбилейный орден «1020 лет Крещения Киевской Руси» Украинской православной церкви (Московского патриархата) (2008)[157].
- Орден святого благоверного князя Даниила Московского I степени (Русская Православная Церковь, 2015)[158].
- Орден Преподобного Серафима Саровского I степени (Русская Православная Церковь, 2021)[159].
- Медаль «В ознаменование 10-летия возвращения Севастополя в Россию» (18 марта 2024 года) — за личный вклад в возвращение города Севастополя в Россию.
- Почётный член Российской академии художеств[160]
- Почётная грамота Московской городской Думы (16 декабря 2015 года) — за заслуги перед городским сообществом[161].
- Почётная степень доктора наук Международной академии наук и искусств[162].
- Почётный знак Московского государственного университета (1995)[163].
- Гран-при национальной премии «Россиянин года» (Российская Академия бизнеса и предпринимательства, 2005)[164].
- «Человек года в кинобизнесе» по итогам IV Национальной премии в области кинобизнеса (Киноэкспо-2005).
- Медаль имени Михаила Чехова (Дом русского зарубежья имени Александра Солженицына, 2008).
- Национальная премия «Имперская культура» имени Эдуарда Володина за служение русской культуре (2009)[165].
- Почётный гражданин Белграда (Сербия, 2015)[166][167]
- Национальная премия «Имперская культура» имени Эдуарда Володина за передачу «Бесогон» и книгу "Мои дневники 1972—1993. «Иль всё приснилось мне?» (2016)[168].
- Премия Шостаковича за вклад в мировую музыкальную культуру (2017)[169].
- Премия «Легенды Тавриды» (2020)[170].
- Почётный гражданин Московской области (9 ноября 2023 года)[171].
- Заслуженный деятель искусств Чеченской Республики (2024)[172].
- Специальная премия «За выдающийся вклад в развитие театрального искусства» Национальной театральной премии «Золотая маска» (2025)[173].

### Общественные должности
- Член Президиума Всемирного Русского собора (1995)[174].
- Член Комиссии России по делам ЮНЕСКО[175].
- Председатель жюри 46-го Берлинского кинофестиваля (1996)[176].
- Президент Российского фонда культуры (с 1993 года)[177].
- Член президиума совета при Президенте Российской Федерации по культуре и искусству[178].
- Член Экспертного совета при Министерстве культуры Российской Федерации.
- Член совета директоров ОАО «Первый канал» (2004—2013)[179].
- Председатель правления ООО «Студия ТРИТЭ Никиты Михалкова»[180].
- Председатель совета директоров компании «Синема парк»[181].
- Президент Московского международного кинофестиваля[182].
- Академик Национальной академии кинематографических искусств и наук России[183].
- Член комиссии Национальной академии искусств и наук России по выдвижению российских фильмов на «Оскар»[184].
- Член Европейской киноакадемии.
- Участник российско-итальянского Форума-диалога по линии гражданских обществ[185].
- Член совета по информационной политике Союза России и Беларуси[186].
- Член конкурсной комиссии по созданию гимна Союза России и Беларуси.[186]
- Член президиума Всемирного русского народного собора[187].
- Сопредседатель совета Российского земского движения.
- Член экспертного совета премии «Человек года»[188].
- Почётный профессор ВГИКа.[189]
- Председатель попечительского совета конкурса студенческих и дебютных фильмов «Святая Анна»[190].
- Почётный председатель жюри Литературной премии имени Горького (2013)[191].
- Член попечительского совета Благотворительного фонда поддержки творческого наследия Микаэла Таривердиева[192].
- Председатель творческо-экспертной комиссии по присуждению премий Центрального федерального округа в области литературы и искусства[193].
- Член общественного совета Приволжского федерального округа по развитию институтов гражданского общества[194].
- Член попечительского совета по возрождению мужского монастыря Коренная пустынь (Курская область)[195].
- Член попечительского совета Фонда содействия кадетским корпусам имени Алексея Йордана[196].
- Член попечительского совета Отечественного футбольного фонда[197].
- Олимпийский посол заявочного комитета «Сочи-2014»[198].
- Председатель Общественного Совета при Министерстве обороны Российской Федерации с 2004 года по 2011 год[199].
- Президент Совета Российского союза правообладателей[200].
- Член Попечительского совета благотворительного фонда Олега Дерипаски «Вольное дело»[201].
- Член Попечительского совета Благотворительного фонда Святителя Василия Великого[202].
- Доверенное лицо кандидата в президенты России Владимира Путина[203].
- Член Общественного совета[204] при Следственном комитете Российской Федерации.
- С февраля 2018 года — наставник общественного движения «Юнармия»[205].
- Председатель попечительского совета Российской государственной академии интеллектуальной собственности[206].
- С 26 июля 2010 года — почётный член Патриаршего совета по культуре[207][208].

### Кинопризы
- За фильм «Свой среди чужих, чужой среди своих»:
  - Премия жюри МКФ в Дели (1975).
- За фильм «Раба любви»:
  - Приз «Пластина Золотого Тура» за режиссуру на МКФ в Тегеране (1976).
  - Лучший фильм на КФ молодых кинематографистов киностудии «Мосфильм» (1976).
  - Спец. приз жюри МКФ «Молодое кино» в Йере (Франция).
- За фильм «Неоконченная пьеса для механического пианино»:
  - «Большая золотая раковина» на МКФ в Сан-Себастьяне (1977).
  - «Золотой Хьюго» на МКФ в Чикаго (1978).
  - Гран-при союза художников кино и ТВ на «Фесте» в Белграде (1978).
  - Премия «Давид ди Донателло» (Флоренция, 1978).
- За фильм «Пять вечеров»:
  - Премия за лучшую мужскую роль (Станислав Любшин) на МКФ в Йере (1979).
  - Лучший иностранный фильм на экранах Польши и Болгарии (1979).
- За фильм «Несколько дней из жизни И. И. Обломова»:
  - Приз «Золотой щит Оксфорда» режиссёру, оператору (Павлу Лебешеву), актёру (Олегу Табакову), актрисе (Елене Соловей) на МКФ в Оксфорде (1980).
  - Первый приз на Международной неделе авторских фильмов в Бенальмадене (1982).
  - Признан Национальным советом кинокритиков США лучшим иностранным фильмом 1981 года.
- За фильм «Без свидетелей»:
  - Приз ФИПРЕССИ МКФ в Москве (1983).
  - Приз и диплом за режиссуру ВКФ в Киеве (1984).
  - Приз Испанской федерации киноклубов на МКФ в Вальядолиде (1984).
- За фильм «Очи чёрные»:
  - Приз за лучшую мужскую роль (Марчелло Мастроянни) на МКФ в Канне (1987).
- За фильм «Автостоп»:
  - Гран-при, приз режиссёру и актёрам МКФ индустриальных фильмов в Вашингтоне (1990).
  - Гран-при МКФ индустриальной рекламы в Милане (1990).
- За фильм «Урга — территория любви»:
  - Премия «Ника» за лучшую режиссуру (1992).
  - Приз «Золотой лев» МКФ в Венеции (1991).
  - Номинация на премию «Оскар» в категории «Лучший фильм на иностранном языке».
  - Гран-при ОРК «Кинотавр» (1992).
  - Приз Европейской киноакадемии «Феликс» за лучшую режиссуру (1993).
  - Гран-при МКФ в Кёльне.
  - Государственная премия Российской Федерации (1993)[209].
- За фильм «Анна: от 6 до 18»:
  - «Серебряный голубь» МКФ документальных фильмов в Лейпциге (1994).
  - Гран-при Международного кинофорума славянских и православных народов «Золотой Витязь» (1994).

- За фильм «Утомлённые солнцем»:

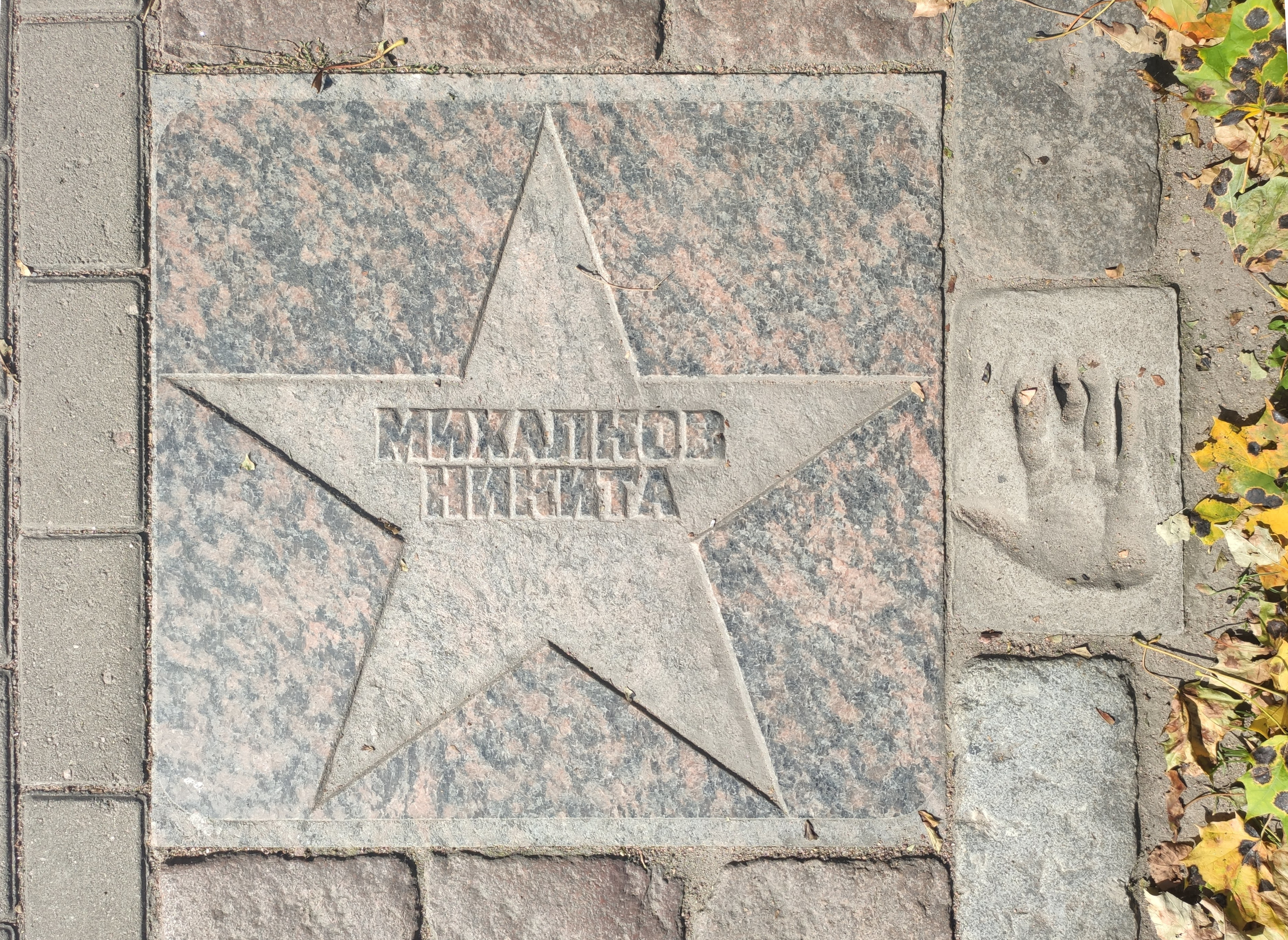
Звезда Никиты Михалкова на Аллее актёрской славы в Выборге

  - Гран-при МКФ в Канне (1994) (поделил с фильмом «Жить», реж. Чжан Имоу).
  - Приз Американской киноакадемии, премия «Оскар» за лучший фильм на иностранном языке (1995).
  - Гран-при МКФ «Янтарная пантера», спецприз президента фестиваля (Наде Михалковой), (Калининград, 1994).
  - Приз Прессы за лучший фильм 1994 года.
  - Государственная премия Российской Федерации (1995)[210].
- За фильм «Сибирский цирюльник»:
  - Государственная премия Российской Федерации (1999)[211].
  - Гран-при Международного кинофорума славянских и православных народов «Золотой Витязь» (1999).
- За фильм «Статский советник»:
  - Приз кинофестиваля «Кинотавр» за лучшую мужскую роль (2005).
- За фильм «12»:
  - Кинопремия «Золотой орёл» «Академии кинематографических искусств и наук России» (2008).
  - Гран-при Международного кинофорума славянских и православных народов «Золотой Витязь» (2008).
  - Номинация на премию «Оскар» (2008) в категории «Лучший фильм на иностранном языке».
- За фильм «Утомлённые солнцем 2: Предстояние»:
  - Приз «За духовность в культуре» кинофестиваля «Виват кино России!» (2010).
  - Приз «Зрительских симпатий» кинофестиваля «Балтийские дебюты» (2010).
- За фильм «Утомлённые солнцем 2: Цитадель»:
  - Гран-при Международного кинофорума славянских и православных народов «Золотой Витязь» (2012).
- За вклад в киноискусство.
  - Приз III МКФ славянских и православных народов «Золотой Витязь» «За выдающийся вклад в славянский кинематограф» (1994) .
  - Премия Витторио де Сика (2004)[212].
  - Приз XVI ОРК «Кинотавр» «За личный вклад в развитие кинематографа» (2005)[213].
  - Премия имени Сергея Параджанова «За вклад в мировой кинематограф» на Ереванском кинофестивале «Золотой абрикос» (2005)[214].
  - «Специальный лев» МКФ в Венеции (2007)[215].
  - Премия Акиры Куросавы за создание картин, «наполненных гуманизмом», на Токийском международном кинофестивале (2008).
  - Почётный приз «За вклад в мировой кинематограф» «Золотой орёл» (2015)[216].
  - Премия «За вклад в киноискусство мира» (Сербия)[217].

### Другое
- Звезда на Аллее актёрской славы в Выборге.

## Критика
Ряд действий Никиты Михалкова имеет неоднозначную оценку в обществе:
- 10 марта 1999 года режиссёр проводил мастер-класс в Центральном доме кинематографистов, когда двое вошедших нацболов начали закидывать его куриными яйцами[218]. На фотографиях и видео видно, как Никита Михалков ударил ногой в лицо одного из хулиганов, которого крепко держали за руки охранники[219]. Марина Леско в газете «Комсомольская правда» писала, что вёл он себя при этом «по-дворянски — плебс даже не знает, что „на кулачках“ дерутся только равные, и Никита и вправду повёл себя как барин»[220].
- В 2010 году Михалков предложил правительству ввести компенсационные сборы с производства и импорта носителей и записывающих аудио- видеоустройств для финансирования фондов поддержки культуры в размере 5 рублей за 1 штуку носителя и 0,5 %, но не менее 100 рублей и не более 10 тысяч рублей от стоимости оборудования. Законопроектом предлагался следующий перечень носителей оборудования: ленты, магнитные диски, оптические, полупроводниковые и прочие носители, аппаратура, имеющая звуко-, видеозаписывающее устройство и использующая магнитные, оптические или полупроводниковые носители (кроме ноутбуков, фото- и видеокамер)[221]. В 2010 году Росохранкультура передала Российскому союзу правообладателей (РСП) во главе с Никитой Михалковым право взимать в пользу правообладателей по 1 % от всех проданных носителей аудиовизуальной информации. Ряд интернет-пользователей организовал акцию с призывом отправлять на имя Михалкова бандероль с уведомлением о вручении, в которую будут вложены чистые «болванки» и 6 монеток по 5 копеек, что является намёком на библейские 30 сребреников[222].
- В 2010 году в ряде СМИ[223] появилась информация о том, что Никита Михалков готовит исковые заявления против некоторых известных пользователей ЖЖ (в частности, Артемия Лебедева) за публикацию в их блогах карикатур на афиши его фильма «Утомлённые солнцем-2».
- В мае 2012 года в Госдуму за подписью Никиты Михалкова и композитора Андрея Эшпая было направлено письмо с предложением внести в Гражданский кодекс (ГК) ряд поправок относительно авторских прав и сборов за распространение и прослушивание авторского контента. Российское авторское общество (РАО) собиралось потребовать часть доходов не только от кинотеатров, телекомпаний и радиостанций, но и от владельцев всех сайтов в доменных зонах .ru и .рф[224].
- Длительное время к Никите Михалкову обращались 37-й Патриарший Экзарх всея Беларуси Филарет[225], общественные деятели[226] с просьбой об оказании помощи в восстановлении Храма Святого Архангела Михаила в местечке Зембин (Беларусь), который получил значительные повреждения во время съёмок одного из военных эпизодов фильма «Перекличка» (в этом фильме Михалков сыграл роль танкиста, который въехал на танке «Т-34» в алтарную часть храма и проехался по местам захоронений священнослужителей за алтарём). Ответов на эти обращения не последовало[226].

### Гостиница в Малом Козихинском переулке
Студия Михалкова «ТриТэ» является заказчиком сноса в Малом Козихинском переулке ряда исторических зданий и строительства на их месте гостиницы. В конце октября 2010 года жители обратились с открытым письмом Михалкову, а также в мэрию Москвы с протестом против продолжения строительства. Жители просили пересмотреть проект, уменьшить высоту гостиницы, отказать в строительстве подземного гаража и воссоздать исторические фасады снесённых строений. Активное участие в пикетировании строительства принимала народная артистка Российской Федерации Татьяна Догилева. 8 декабря 2010 года местных жителей, пришедших на приём к префекту Центрального административного округа, среди которых была Догилева, обвинили в захвате префектуры. Префект ЦАO заявил, что строительство гостиницы Михалкова будет продолжено. Михалков, в свою очередь, пригрозил Догилевой исключением из Союза кинематографистов «за неуплату членских взносов».

### Мигалка
В 2010 году в интервью телеканалу «РЕН-ТВ» на вопрос, правда ли, что он ездит с мигалкой, Никита Михалков ответил: «да», «мигалка принадлежит министерству обороны», благодаря мигалке он «успевал на съёмки фильма УС-2». Он добавил, что «так было всегда и так будет всегда!».
В мае 2011 года режиссёр обратился к руководству Министерства обороны РФ с просьбой освободить его от должности председателя Общественного совета при этом ведомстве. Он мотивировал это своим недовольством качеством организации военных парадов в День Победы в 2010 и 2011 годах, удручающим положением российского военного образования и отчуждением между обществом и армией. Это означало его отказ от всех привилегий, связанных с этой должностью, в первую очередь от автомобильного спецсигнала. Однако источник в Министерстве обороны сообщил агентству «Интерфакс», что решение покинуть Общественный совет Михалков принял после того, как ему сообщили о снятии спецсигнала с его автомобиля. По его словам, «вызывает удивление тот факт, что неприятие известным кинорежиссёром процедуры проведения парадов прошлого и нынешнего годов стало высказываться им, когда речь зашла о мигалке». 23 мая 2011 года «Комсомольская правда» опубликовала обращённое к министру обороны Анатолию Сердюкову письмо от 16 мая за подписью Никиты Михалкова. «Это частное письмо, которое я написал министру обороны. Я не знаю, как оно ушло из военного ведомства в СМИ. Я не буду комментировать письмо, хочу понять, какой будет реакция на это обращение», — заявил кинорежиссёр. 24 мая сам Никита Михалков со страниц газеты «Известия» отверг как сообщения о том, что мигалки его в любом случае собирались лишить, так и предположения, что уход с поста председателя Общественного совета был «элегантным способом» избавиться от критики в блогосфере. Он заявил: «Никаких формальных оснований для снятия мигалки не было и нет. За все эти годы мой водитель не имел ни одного нарекания от сотрудников ГИБДД. В любом случае, мигалка положена не Михалкову, а председателю Общественного совета. Я сдам её вместе с удостоверением». Он также подчеркнул, что ему трудно представить, что на решения Министерства обороны способна повлиять «истеричная кампания в блогосфере»: «Их не мигалка раздражает, а моя личность. Не будет мигалки — придумают махалку, пихалку, что угодно ещё. Они же сочиняют, будто я разбрасываю вокруг усадьбы „боевых гадюк“». Также Михалков признал, что из-за отсутствия мигалки, возможно, будет успевать намного меньше. «Другой вопрос, кому от этого станет лучше», — сказал он в интервью.
29 мая автомобиль Михалкова — уже без мигалки — засняли многократно выезжающим на встречную полосу. После обнародования видеозаписи Департамент обеспечения безопасности дорожного движения инициировал проверку инцидента.

## Образ Михалкова в телесериалах
- 2015 — Людмила Гурченко (в роли Михалкова — Фёдор Малышев).
- 2015 — Эти глаза напротив» (в роли Михалкова — Андрей Ничиков).

## Семья
- Прадед по материнской линии — Василий Суриков (1848—1916), художник.
- Дед по материнской линии — Пётр Кончаловский (1876—1956), живописец, народный художник РСФСР (1946).
- Отец — Сергей Михалков (1913—2009), детский писатель. Герой Социалистического Труда (1973), заслуженный деятель искусств РСФСР (1967).
- Мать — Наталья Кончаловская (1903—1988), поэтесса, переводчица.
- Единоутробная сестра — Екатерина Алексеевна Семёнова (Богданова) (1931—2019)[239], дочь Натальи Кончаловской от первого брака. Была замужем за писателем Юлианом Семёновым (1931—1993).
- Племянница — Ольга Семёнова (род. 1967), журналистка.
- Старший брат — Андрей Михалков-Кончаловский (род. 1937), кинорежиссёр, народный артист РСФСР (1980).
- Племянник — Егор Кончаловский (род. 1966), кинорежиссёр.

Жёны и дети
- Первая супруга (1966—1971) — Анастасия Вертинская (род. 1944), актриса, народная артистка РСФСР (1988).
  - Сын — Степан (род. 1966), продюсер и ресторатор.
    - Внуки: Александра (род. 1992), Василий (род. 1999), Пётр (род. 2002), Лука (род. 2017)[240].
      - Правнуки: Фёдор Скворцов (род. 2018)[241] и Николай Скворцов (род. 2019)[242], сыновья внучки Александры.
- Вторая супруга (1973 — н. в.) — Татьяна Михалкова (род. 1947).
  - Дочь — Анна (род. 1974), актриса, телеведущая; народная артистка РФ (2025).
    - Внуки: Андрей Баков (род. 2000), Сергей Баков (род. 2001), Лидия Бакова (род. 2013)[243][244].

  - Сын — Артём (род. 1975), кинорежиссёр и актёр.
    - Внуки: Наталья (род. 2002) и Александр (род. 2020)[245].
      - Правнук Михаил Степаненко (род. 2024)[246], сын внучки Натальи.

  - Дочь — Надежда (род. 1986), актриса, кинорежиссёр, телеведущая.
    - Внуки: Нина (род. 2011), Иван (род. 2013).

### Генеалогия
Родословное древо
|                                |                                |                                |                                |                                       |                                       |                                       |                                       |                                       |                                       |                                |                                | Владимир Михалков (1817—1900)  |                                |                                |                                |                                |                                |                             |                             |                             |                             |                             |                             |                                  |                                  |                                  |                                  |                                  |                                  |                               |                               |                               |                               |                               |                               |                                 |                                 |                                 |                                 |                                       |                                       |                                       |                                       |                                       |                                       |                          |                          |                          |                          |  |  |                             |                             |                             |                             |                             |                             |  |  |
|                                |                                |                                |                                |                                       |                                       |                                       |                                       |                                       |                                       |                                |                                |                                |                                |                                |                                |                                |                                |                             |                             |                             |                             |                             |                             |                                  |                                  |                                  |                                  |                                  |                                  |                               |                               |                               |                               |                               |                               |                                 |                                 |                                 |                                 |                                       |                                       |                                       |                                       |                                       |                                       |                          |                          |                          |                          |  |  |                             |                             |                             |                             |                             |                             |  |  |
|                                |                                |                                |                                |                                       |                                       |                                       |                                       |                                       |                                       |                                |                                | Александр Михалков (1856—1915) | Александр Михалков (1856—1915) | Александр Михалков (1856—1915) | Александр Михалков (1856—1915) | Александр Михалков (1856—1915) | Александр Михалков (1856—1915) |                             |                             | Василий Суриков (1848—1916) | Василий Суриков (1848—1916) | Василий Суриков (1848—1916) | Василий Суриков (1848—1916) | Василий Суриков (1848—1916)      | Василий Суриков (1848—1916)      |                                  |                                  |                                  |                                  |                               |                               | Пётр Кончаловский (1839—1904) | Пётр Кончаловский (1839—1904) | Пётр Кончаловский (1839—1904) | Пётр Кончаловский (1839—1904) | Пётр Кончаловский (1839—1904)   | Пётр Кончаловский (1839—1904)   |                                 |                                 |                                       |                                       |                                       |                                       |                                       |                                       |                          |                          |                          |                          |  |  |                             |                             |                             |                             |                             |                             |  |  |
|                                |                                |                                |                                |                                       |                                       |                                       |                                       |                                       |                                       |                                |                                | Александр Михалков (1856—1915) | Александр Михалков (1856—1915) | Александр Михалков (1856—1915) | Александр Михалков (1856—1915) | Александр Михалков (1856—1915) | Александр Михалков (1856—1915) |                             |                             | Василий Суриков (1848—1916) | Василий Суриков (1848—1916) | Василий Суриков (1848—1916) | Василий Суриков (1848—1916) | Василий Суриков (1848—1916)      | Василий Суриков (1848—1916)      |                                  |                                  |                                  |                                  |                               |                               | Пётр Кончаловский (1839—1904) | Пётр Кончаловский (1839—1904) | Пётр Кончаловский (1839—1904) | Пётр Кончаловский (1839—1904) | Пётр Кончаловский (1839—1904)   | Пётр Кончаловский (1839—1904)   |                                 |                                 |                                       |                                       |                                       |                                       |                                       |                                       |                          |                          |                          |                          |  |  |                             |                             |                             |                             |                             |                             |  |  |
|                                |                                |                                |                                |                                       |                                       |                                       |                                       |                                       |                                       |                                |                                |                                |                                |                                |                                |                                |                                |                             |                             |                             |                             |                             |                             |                                  |                                  |                                  |                                  |                                  |                                  |                               |                               |                               |                               |                               |                               |                                 |                                 |                                 |                                 |                                       |                                       |                                       |                                       |                                       |                                       |                          |                          |                          |                          |  |  |                             |                             |                             |                             |                             |                             |  |  |
|                                |                                |                                |                                | Ольга Глебова (1883—1943)             | Ольга Глебова (1883—1943)             | Ольга Глебова (1883—1943)             | Ольга Глебова (1883—1943)             | Ольга Глебова (1883—1943)             | Ольга Глебова (1883—1943)             |                                |                                | Владимир Михалков (1886—1932)  | Владимир Михалков (1886—1932)  | Владимир Михалков (1886—1932)  | Владимир Михалков (1886—1932)  | Владимир Михалков (1886—1932)  | Владимир Михалков (1886—1932)  |                             |                             | Ольга Сурикова (1878—1958)  | Ольга Сурикова (1878—1958)  | Ольга Сурикова (1878—1958)  | Ольга Сурикова (1878—1958)  | Ольга Сурикова (1878—1958)       | Ольга Сурикова (1878—1958)       |                                  |                                  | Пётр Кончаловский (1876—1956)    | Пётр Кончаловский (1876—1956)    | Пётр Кончаловский (1876—1956) | Пётр Кончаловский (1876—1956) | Пётр Кончаловский (1876—1956) | Пётр Кончаловский (1876—1956) |                               |                               | Максим Кончаловский (1875—1942) | Максим Кончаловский (1875—1942) | Максим Кончаловский (1875—1942) | Максим Кончаловский (1875—1942) | Максим Кончаловский (1875—1942)       | Максим Кончаловский (1875—1942)       |                                       |                                       |                                       |                                       |                          |                          |                          |                          |  |  |                             |                             |                             |                             |                             |                             |  |  |
|                                |                                |                                |                                | Ольга Глебова (1883—1943)             | Ольга Глебова (1883—1943)             | Ольга Глебова (1883—1943)             | Ольга Глебова (1883—1943)             | Ольга Глебова (1883—1943)             | Ольга Глебова (1883—1943)             |                                |                                | Владимир Михалков (1886—1932)  | Владимир Михалков (1886—1932)  | Владимир Михалков (1886—1932)  | Владимир Михалков (1886—1932)  | Владимир Михалков (1886—1932)  | Владимир Михалков (1886—1932)  |                             |                             | Ольга Сурикова (1878—1958)  | Ольга Сурикова (1878—1958)  | Ольга Сурикова (1878—1958)  | Ольга Сурикова (1878—1958)  | Ольга Сурикова (1878—1958)       | Ольга Сурикова (1878—1958)       |                                  |                                  | Пётр Кончаловский (1876—1956)    | Пётр Кончаловский (1876—1956)    | Пётр Кончаловский (1876—1956) | Пётр Кончаловский (1876—1956) | Пётр Кончаловский (1876—1956) | Пётр Кончаловский (1876—1956) |                               |                               | Максим Кончаловский (1875—1942) | Максим Кончаловский (1875—1942) | Максим Кончаловский (1875—1942) | Максим Кончаловский (1875—1942) | Максим Кончаловский (1875—1942)       | Максим Кончаловский (1875—1942)       |                                       |                                       |                                       |                                       |                          |                          |                          |                          |  |  |                             |                             |                             |                             |                             |                             |  |  |
|                                |                                |                                |                                |                                       |                                       |                                       |                                       |                                       |                                       |                                |                                |                                |                                |                                |                                |                                |                                |                             |                             |                             |                             |                             |                             |                                  |                                  |                                  |                                  |                                  |                                  |                               |                               |                               |                               |                               |                               |                                 |                                 |                                 |                                 |                                       |                                       |                                       |                                       |                                       |                                       |                          |                          |                          |                          |  |  |                             |                             |                             |                             |                             |                             |  |  |
|                                |                                |                                |                                |                                       |                                       |                                       |                                       |                                       |                                       |                                |                                |                                |                                |                                |                                |                                |                                |                             |                             |                             |                             |                             |                             |                                  |                                  |                                  |                                  |                                  |                                  |                               |                               |                               |                               |                               |                               |                                 |                                 |                                 |                                 |                                       |                                       |                                       |                                       |                                       |                                       |                          |                          |                          |                          |  |  |                             |                             |                             |                             |                             |                             |  |  |
| Михаил Михалков (1922—2006)    | Михаил Михалков (1922—2006)    | Михаил Михалков (1922—2006)    | Михаил Михалков (1922—2006)    | Михаил Михалков (1922—2006)           | Михаил Михалков (1922—2006)           |                                       |                                       | Александр Михалков (1917—2001)        | Александр Михалков (1917—2001)        | Александр Михалков (1917—2001) | Александр Михалков (1917—2001) | Александр Михалков (1917—2001) | Александр Михалков (1917—2001) |                                |                                | Сергей Михалков (1913—2009)    | Сергей Михалков (1913—2009)    | Сергей Михалков (1913—2009) | Сергей Михалков (1913—2009) | Сергей Михалков (1913—2009) | Сергей Михалков (1913—2009) |                             |                             | Наталья Кончаловская (1903—1988) | Наталья Кончаловская (1903—1988) | Наталья Кончаловская (1903—1988) | Наталья Кончаловская (1903—1988) | Наталья Кончаловская (1903—1988) | Наталья Кончаловская (1903—1988) |                               |                               |                               |                               |                               |                               | Нина Кончаловская (1908—1994)   | Нина Кончаловская (1908—1994)   | Нина Кончаловская (1908—1994)   | Нина Кончаловская (1908—1994)   | Нина Кончаловская (1908—1994)         | Нина Кончаловская (1908—1994)         |                                       |                                       |                                       |                                       |                          |                          |                          |                          |  |  |                             |                             |                             |                             |                             |                             |  |  |
| Михаил Михалков (1922—2006)    | Михаил Михалков (1922—2006)    | Михаил Михалков (1922—2006)    | Михаил Михалков (1922—2006)    | Михаил Михалков (1922—2006)           | Михаил Михалков (1922—2006)           |                                       |                                       | Александр Михалков (1917—2001)        | Александр Михалков (1917—2001)        | Александр Михалков (1917—2001) | Александр Михалков (1917—2001) | Александр Михалков (1917—2001) | Александр Михалков (1917—2001) |                                |                                | Сергей Михалков (1913—2009)    | Сергей Михалков (1913—2009)    | Сергей Михалков (1913—2009) | Сергей Михалков (1913—2009) | Сергей Михалков (1913—2009) | Сергей Михалков (1913—2009) |                             |                             | Наталья Кончаловская (1903—1988) | Наталья Кончаловская (1903—1988) | Наталья Кончаловская (1903—1988) | Наталья Кончаловская (1903—1988) | Наталья Кончаловская (1903—1988) | Наталья Кончаловская (1903—1988) |                               |                               |                               |                               |                               |                               | Нина Кончаловская (1908—1994)   | Нина Кончаловская (1908—1994)   | Нина Кончаловская (1908—1994)   | Нина Кончаловская (1908—1994)   | Нина Кончаловская (1908—1994)         | Нина Кончаловская (1908—1994)         |                                       |                                       |                                       |                                       |                          |                          |                          |                          |  |  |                             |                             |                             |                             |                             |                             |  |  |
|                                |                                |                                |                                |                                       |                                       |                                       |                                       |                                       |                                       |                                |                                |                                |                                |                                |                                |                                |                                |                             |                             |                             |                             |                             |                             |                                  |                                  |                                  |                                  |                                  |                                  |                               |                               |                               |                               |                               |                               |                                 |                                 |                                 |                                 |                                       |                                       |                                       |                                       |                                       |                                       |                          |                          |                          |                          |  |  |                             |                             |                             |                             |                             |                             |  |  |
|                                |                                |                                |                                |                                       |                                       |                                       |                                       |                                       |                                       |                                |                                |                                |                                |                                |                                |                                |                                |                             |                             |                             |                             |                             |                             |                                  |                                  |                                  |                                  |                                  |                                  |                               |                               |                               |                               |                               |                               |                                 |                                 |                                 |                                 |                                       |                                       |                                       |                                       |                                       |                                       |                          |                          |                          |                          |  |  |                             |                             |                             |                             |                             |                             |  |  |
| Наталия Аринбасарова (р. 1946) | Наталия Аринбасарова (р. 1946) | Наталия Аринбасарова (р. 1946) | Наталия Аринбасарова (р. 1946) | Наталия Аринбасарова (р. 1946)        | Наталия Аринбасарова (р. 1946)        |                                       |                                       | Андрей Кончаловский (р. 1937)         | Андрей Кончаловский (р. 1937)         | Андрей Кончаловский (р. 1937)  | Андрей Кончаловский (р. 1937)  | Андрей Кончаловский (р. 1937)  | Андрей Кончаловский (р. 1937)  |                                |                                | Юлия Высоцкая (р. 1973)        | Юлия Высоцкая (р. 1973)        | Юлия Высоцкая (р. 1973)     | Юлия Высоцкая (р. 1973)     | Юлия Высоцкая (р. 1973)     | Юлия Высоцкая (р. 1973)     |                             |                             | Анастасия Вертинская (р. 1944)   | Анастасия Вертинская (р. 1944)   | Анастасия Вертинская (р. 1944)   | Анастасия Вертинская (р. 1944)   | Анастасия Вертинская (р. 1944)   | Анастасия Вертинская (р. 1944)   |                               |                               | Никита Михалков (р. 1945)     | Никита Михалков (р. 1945)     | Никита Михалков (р. 1945)     | Никита Михалков (р. 1945)     | Никита Михалков (р. 1945)       | Никита Михалков (р. 1945)       |                                 |                                 | Татьяна Михалкова (Шигаева) (р. 1947) | Татьяна Михалкова (Шигаева) (р. 1947) | Татьяна Михалкова (Шигаева) (р. 1947) | Татьяна Михалкова (Шигаева) (р. 1947) | Татьяна Михалкова (Шигаева) (р. 1947) | Татьяна Михалкова (Шигаева) (р. 1947) |                          |                          |                          |                          |  |  |                             |                             |                             |                             |                             |                             |  |  |
| Наталия Аринбасарова (р. 1946) | Наталия Аринбасарова (р. 1946) | Наталия Аринбасарова (р. 1946) | Наталия Аринбасарова (р. 1946) | Наталия Аринбасарова (р. 1946)        | Наталия Аринбасарова (р. 1946)        |                                       |                                       | Андрей Кончаловский (р. 1937)         | Андрей Кончаловский (р. 1937)         | Андрей Кончаловский (р. 1937)  | Андрей Кончаловский (р. 1937)  | Андрей Кончаловский (р. 1937)  | Андрей Кончаловский (р. 1937)  |                                |                                | Юлия Высоцкая (р. 1973)        | Юлия Высоцкая (р. 1973)        | Юлия Высоцкая (р. 1973)     | Юлия Высоцкая (р. 1973)     | Юлия Высоцкая (р. 1973)     | Юлия Высоцкая (р. 1973)     |                             |                             | Анастасия Вертинская (р. 1944)   | Анастасия Вертинская (р. 1944)   | Анастасия Вертинская (р. 1944)   | Анастасия Вертинская (р. 1944)   | Анастасия Вертинская (р. 1944)   | Анастасия Вертинская (р. 1944)   |                               |                               | Никита Михалков (р. 1945)     | Никита Михалков (р. 1945)     | Никита Михалков (р. 1945)     | Никита Михалков (р. 1945)     | Никита Михалков (р. 1945)       | Никита Михалков (р. 1945)       |                                 |                                 | Татьяна Михалкова (Шигаева) (р. 1947) | Татьяна Михалкова (Шигаева) (р. 1947) | Татьяна Михалкова (Шигаева) (р. 1947) | Татьяна Михалкова (Шигаева) (р. 1947) | Татьяна Михалкова (Шигаева) (р. 1947) | Татьяна Михалкова (Шигаева) (р. 1947) |                          |                          |                          |                          |  |  |                             |                             |                             |                             |                             |                             |  |  |
|                                |                                |                                |                                |                                       |                                       |                                       |                                       |                                       |                                       |                                |                                |                                |                                |                                |                                |                                |                                |                             |                             |                             |                             |                             |                             |                                  |                                  |                                  |                                  |                                  |                                  |                               |                               |                               |                               |                               |                               |                                 |                                 |                                 |                                 |                                       |                                       |                                       |                                       |                                       |                                       |                          |                          |                          |                          |  |  |                             |                             |                             |                             |                             |                             |  |  |
|                                |                                |                                |                                |                                       |                                       |                                       |                                       |                                       |                                       |                                |                                |                                |                                |                                |                                |                                |                                |                             |                             |                             |                             |                             |                             |                                  |                                  |                                  |                                  |                                  |                                  |                               |                               |                               |                               |                               |                               |                                 |                                 |                                 |                                 |                                       |                                       |                                       |                                       |                                       |                                       |                          |                          |                          |                          |  |  |                             |                             |                             |                             |                             |                             |  |  |
|                                |                                |                                |                                | Егор Михалков- Кончаловский (р. 1966) | Егор Михалков- Кончаловский (р. 1966) | Егор Михалков- Кончаловский (р. 1966) | Егор Михалков- Кончаловский (р. 1966) | Егор Михалков- Кончаловский (р. 1966) | Егор Михалков- Кончаловский (р. 1966) |                                |                                | Мария Кончаловская (р. 1999)   | Мария Кончаловская (р. 1999)   | Мария Кончаловская (р. 1999)   | Мария Кончаловская (р. 1999)   | Мария Кончаловская (р. 1999)   | Мария Кончаловская (р. 1999)   |                             |                             | Пётр Кончаловский (р. 2003) | Пётр Кончаловский (р. 2003) | Пётр Кончаловский (р. 2003) | Пётр Кончаловский (р. 2003) | Пётр Кончаловский (р. 2003)      | Пётр Кончаловский (р. 2003)      |                                  |                                  | Степан Михалков (р. 1966)        | Степан Михалков (р. 1966)        | Степан Михалков (р. 1966)     | Степан Михалков (р. 1966)     | Степан Михалков (р. 1966)     | Степан Михалков (р. 1966)     |                               |                               | Анна Михалкова (р. 1974)        | Анна Михалкова (р. 1974)        | Анна Михалкова (р. 1974)        | Анна Михалкова (р. 1974)        | Анна Михалкова (р. 1974)              | Анна Михалкова (р. 1974)              |                                       |                                       | Артём Михалков (р. 1975)              | Артём Михалков (р. 1975)              | Артём Михалков (р. 1975) | Артём Михалков (р. 1975) | Артём Михалков (р. 1975) | Артём Михалков (р. 1975) |  |  | Надежда Михалкова (р. 1986) | Надежда Михалкова (р. 1986) | Надежда Михалкова (р. 1986) | Надежда Михалкова (р. 1986) | Надежда Михалкова (р. 1986) | Надежда Михалкова (р. 1986) |  |  |

Предки